# حسن بابک
حسن بابک (زادهٔ مهر ۱۳۳۹ زنجان ) کشتی‌گیر فرنگی‌کار سابق ایرانی است که دو مدال طلا و دو مدال نقرهٔ قهرمانی آسیا و یک مدال نقرهٔ بازی‌های آسیایی در دستهٔ ۹۰ کیلوگرم به دست آورده‌است. بابک در المپیک ۱۹۹۲ بارسلون به مقام پنجم و در دو دورهٔ بازی‌های آسیایی ۱۹۸۶ سئول و ۱۹۹۰ پکن به مقام چهارم رسید.